# Copernicia brittonorum
Copernicia brittonorum är en enhjärtbladig växtart som beskrevs av Leon. Copernicia brittonorum ingår i släktet Copernicia och familjen Arecaceae. IUCN kategoriserar arten globalt som sårbar. Inga underarter finns listade i Catalogue of Life.